# Hředle (district de Beroun)
Pour les articles homonymes, voir Hředle.
Hředle (en allemand : Haspeln) est une commune du district de Beroun, dans la région de Bohême-Centrale, en Tchéquie. Sa population s'élevait à 391 habitants en 2020.

## Géographie
Hředle se trouve à 4 km au nord-est de Žebrák, à 14 km au sud-ouest de Beroun et à 42 km au sud-ouest de Prague.
La commune est limitée par Broumy et Svatá au nord, par Zdice à l'est, par Chlustina, Žebrák et Točník au sud, et par Březová à l'ouest.

## Histoire
La première mention écrite de la localité date de 1336.